# 机器人
包括一切模拟人类行为或思想與模拟其他生物的机械（如机器狗、机器猫等）。狭义上对机器人的定义还有很多分类法及争议，有些电脑程序甚至也被称为机器人。在当代工业中，機器人指能自動執行任务的人造機器裝置，用以取代或协助人类工作，一般會是機電裝置，由電腦程式或是電子電路控制。

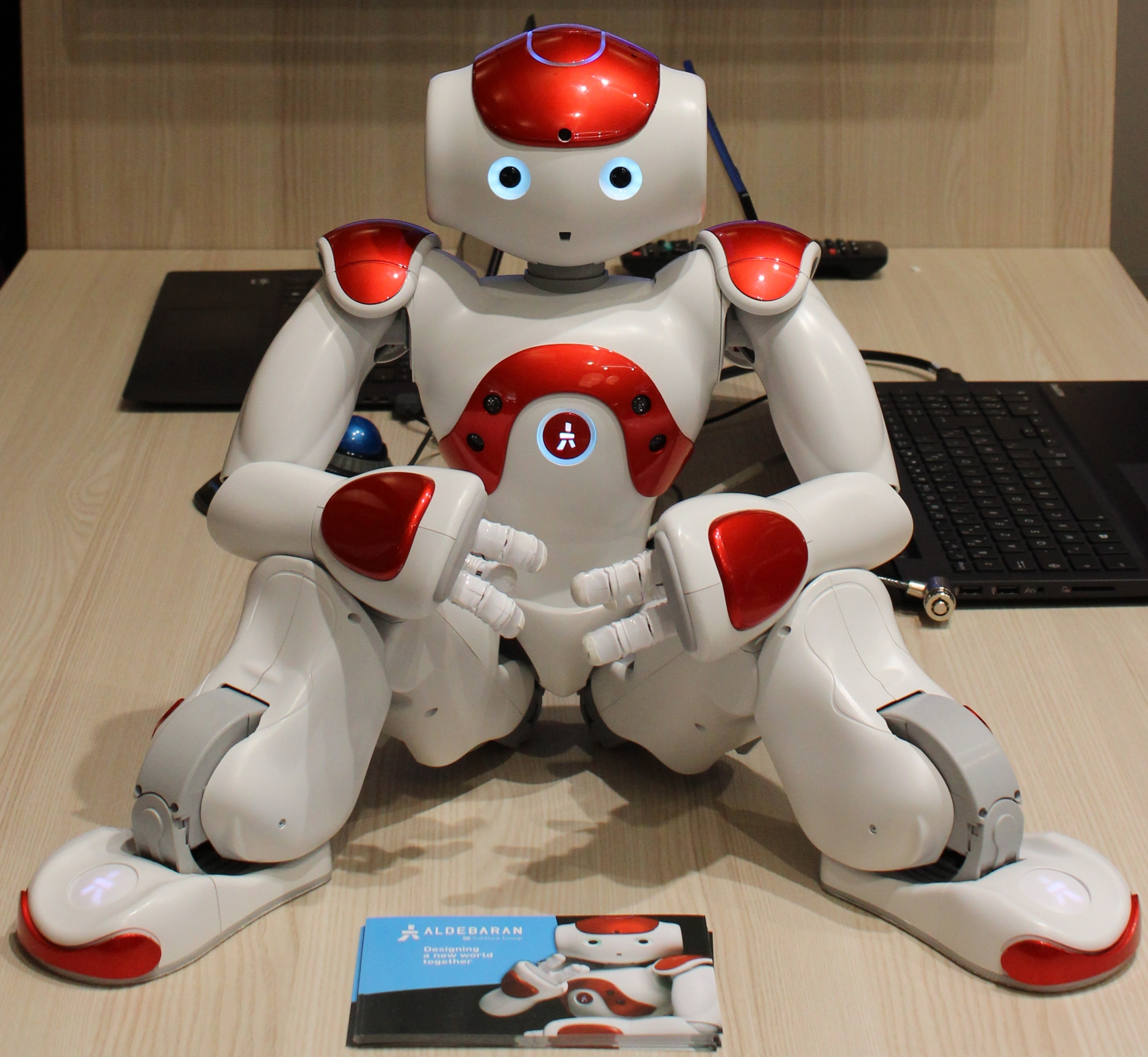
娛樂用机器人

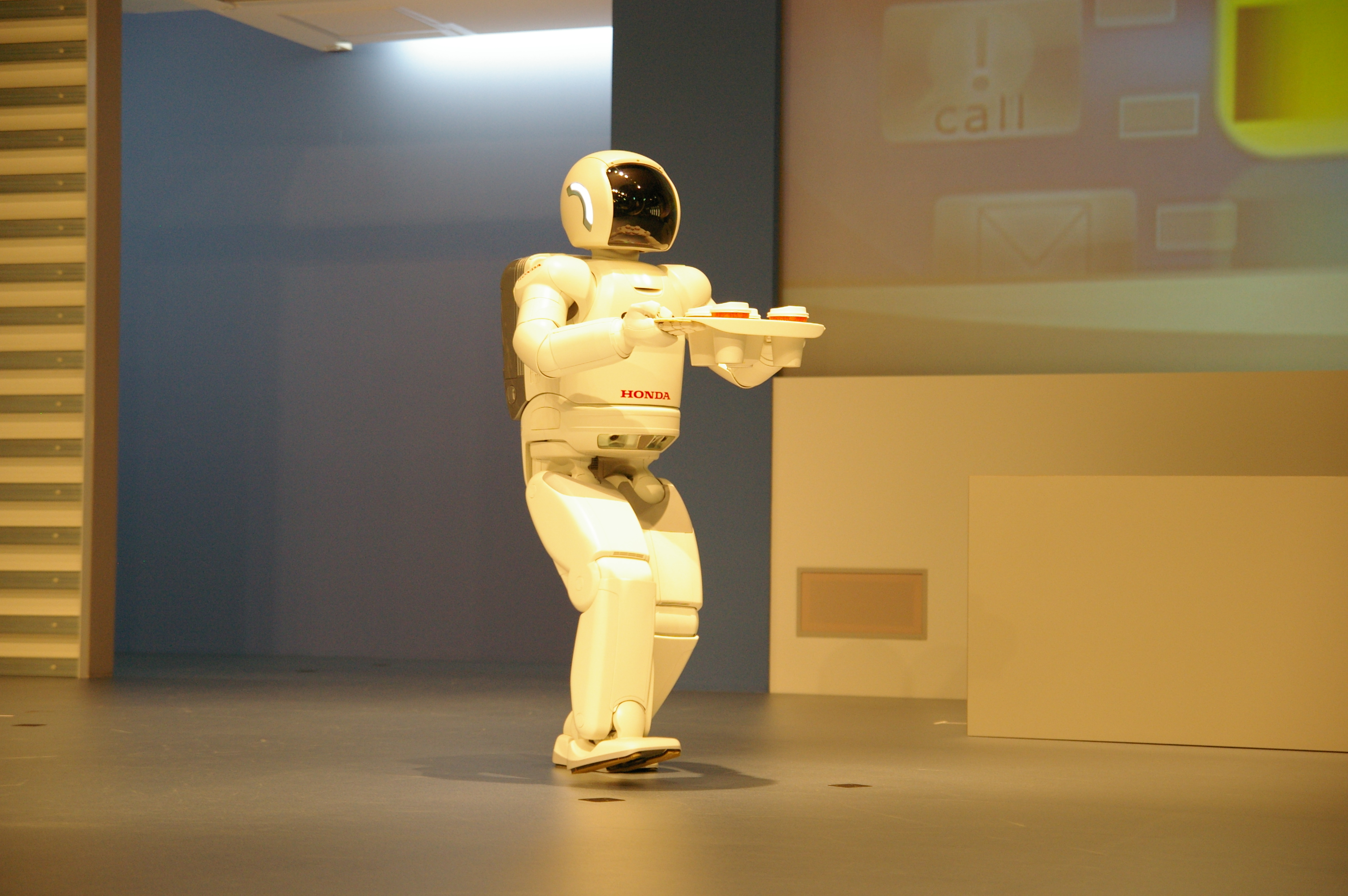
本田的概念機器人ASIMO，一般只用在展示場合，同類型的人型機器還沒有很大的銷售量，甚至沒有能力量產。

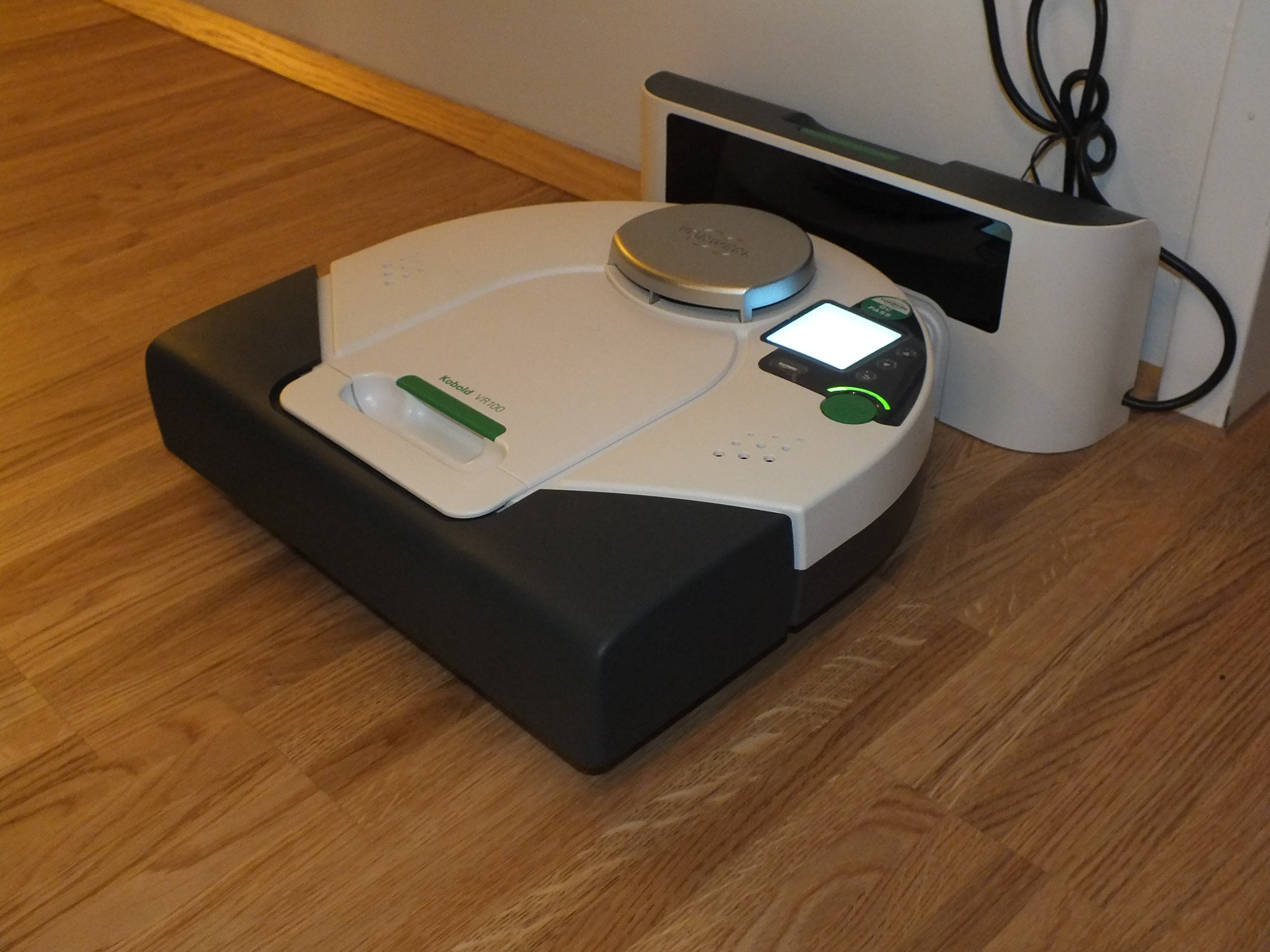
目前能購買到的，通常以這種簡單的清掃機器人為主，儘管不是很普及且昂貴，但近年視覺辨識方面卻已經有了不少進展，使得產品逐漸變得更實用。

機器人的範圍很廣，可以是自主或是半自主的，可以從本田技研工業的ASIMO或是TOSY的TOPIO等擬人機器人到工业机器人，也包括多台一起動作的群機器人，其至是奈米機器人。藉由模仿逼真的外觀及自動化的動作，理想中的高仿真機器人是高级整合控制论、机械电子、计算机与人工智能、材料学和仿生学的产物，目前科学界正在向此方向研究开发。有关机器人的话题，常见于科幻作品中。
機器人學是有關機器人設計、組裝、運作及應用的技術研究，以及控制機器人的電腦系統、感測器回授以及信息處理等。機器人可以代替人類在一些危險的環境或是製造程序中工作，或是在外貌、行為或認知上取代人類。許多機器的概念都來自自然界，因此有仿生機器人學的出現。
在工業時代機械技術提昇後，像自動化設備、遙控甚至無線遙控也日益成熟，電子學的進展成為機器人發展的動力。第一個電子式自動機是於1948年在英國的布里斯托尔由William Grey Walter發明，第一個數位化，由電腦控制的自動機是在1954年由George Devol發明，命名為Unimate，後續在1961年賣給奇異電氣，用在紐澤西州的工廠中，用來將壓鑄設備中的熱金屬上移。
機器人可以作一些重複性高或是危險的工作，很多時候人們認為機器人能減少意外。但在發展中國家，由於懂得研發及操作人員不多，剛開始使用機器人時反而會增加意外發生的風險。
此外，它也可以代人類不想做的工作，做一些因為尺寸限制，人類無法作的工作，甚至是像外太空或是深海中，不適人類生存的環境。 社會上對越來越多的機器人及其角色有些疑慮，機器人因為在越來越多方面可以取代人類，因此被認為是增加失業人口的主因之一。戰爭中使用的機器人也有道德上的疑慮。機器人自主的可能性及其影響是科幻小說的主題之一。

## 词源
在多種語言中，「机器人」（自動控制機器）源自捷克語的Robot一词，而捷克語的Robot一词最早出现在西元1920年捷克科幻作家恰配克的《罗索姆的万能机器人》中，原文作“Robota”，在捷克文當中指奴隸制，或者艱辛的勞役，恰佩克稱是其兄長，身為立體派畫家與作家的约瑟夫提議使用斯拉夫該斯拉夫詞根，后来成为西文中通行的“Robot”。但是，作品中登場的並非金屬製的機械，而是將原生質以化學合成製作，具有類似人類外形的人造人，即現在SF作品中的人形機器人，其概念來自泥人傳說。
1967年日本科學家森政弘與合田周平提出：「機器人是一種具有移動性、個體性、智能性、通用性、半機械半人性、自動性、奴隸性等7個特徵的柔性機器。」
中文將Robot譯為「機器人」，但實際上Robot並不一定為人形，無論形狀，只要滿足定義，皆可被稱為「機器人」，而若要專門指代人形的機器人，則被稱為「Android」，即人形機器人，又稱仿生人、安卓，但該義有時又可以指代一種手機操作系統，即谷歌開發的安卓系統。

## 当代应用机器人

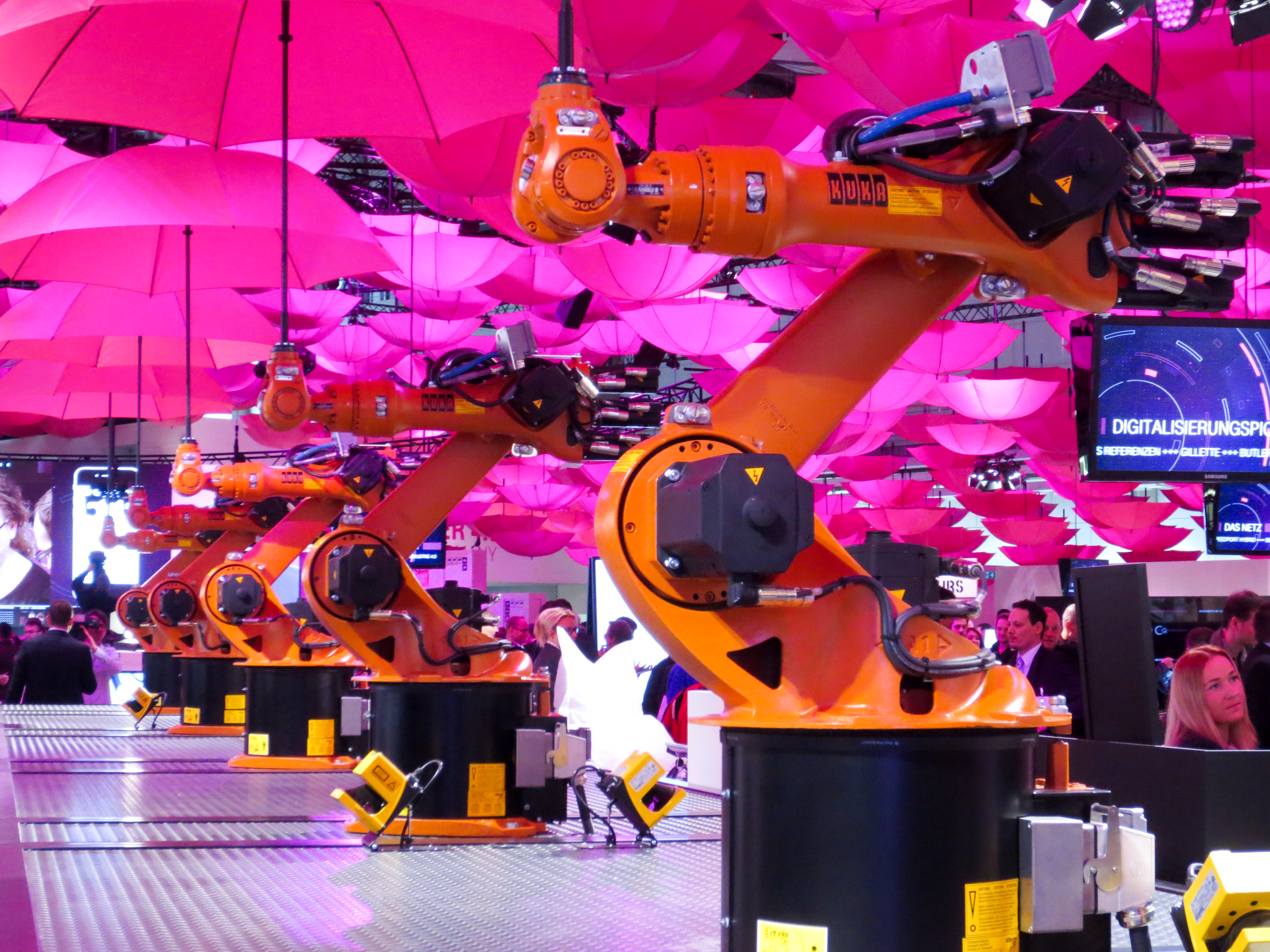
機械人展

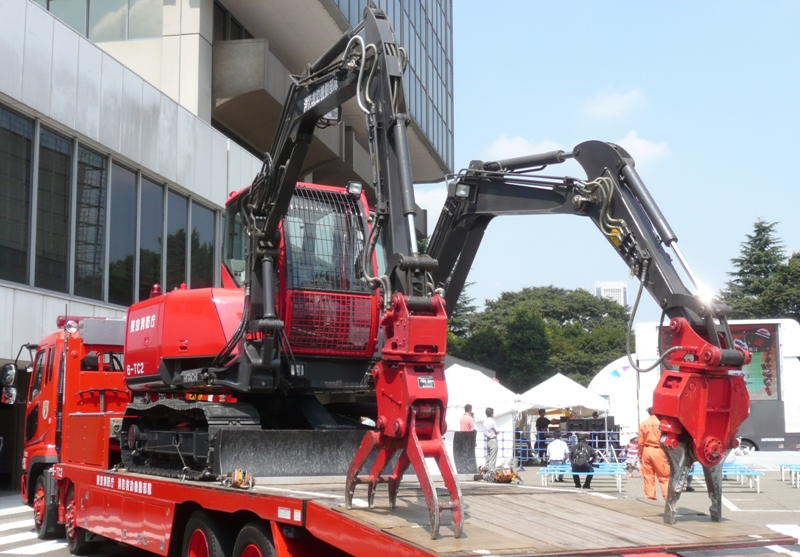
2008年底東京消防廳引進了市面第一台雙臂式作業機

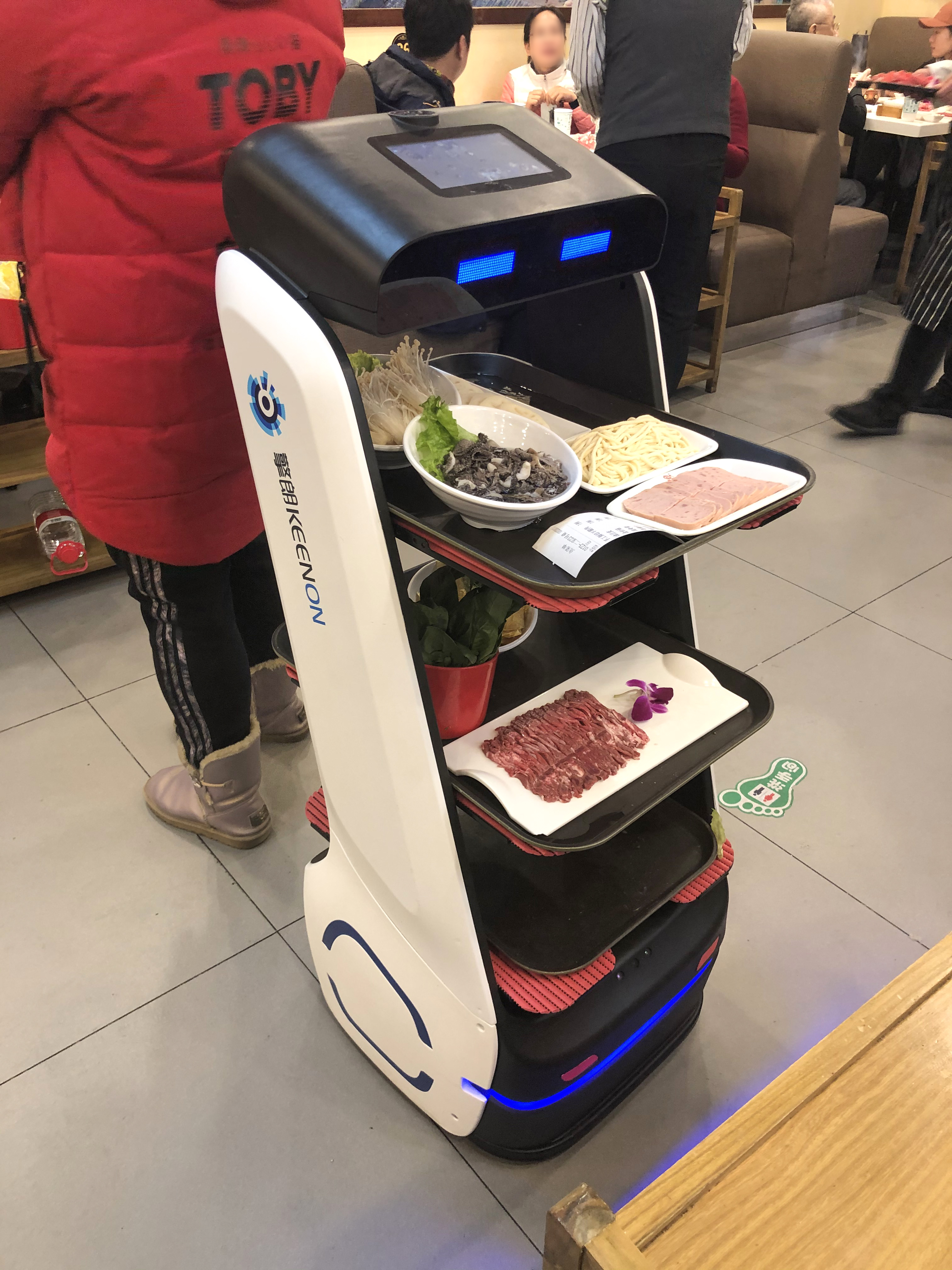
送餐机器人

現今，對人类來說，太髒太累、太危險、太精细、太粗重或太反覆無聊的工作，常常由机器人代劳。从事制造业的工厂裡的生產线就应用了很多工業機器人，其他应用领域还包括：射出成型業、建筑业、石油钻探、矿石开采、太空探索、水下探索、清理毒害物质、搜救、医学、军事领域等。

### 工业机器人
指由操作机（机械本体）、控制器、伺服驱动系统和传感装置构成的一种仿人操作、自动控制、可重复编程、能在三维空间完成各种作业的光机电一体化生产设备，特别适合于多品种、变批量的彈性製造系統。
一個工业機器人可以仅包括一個感覺與動作之間的連結，而且這個連結不是由人手动操控的。機器人的動作也許是電動機或是驱动器（也稱效應器）移動一隻手臂，張開或關閉一個夾子的動作。此種直接而詳盡的控制跟回饋也許是由在外部或是嵌入式的電腦或是微控制器上運行的程式提供。根據這個定義，所有的自動裝置都算機器人。
工业機器人可直接接受人類指令，也可以執行預先編排的程序，也可以根據以人工智能技術制定的原則綱領行動。
工业机器人發展现状方面，
2007年全球共新安装工业机器人114,365台，较2006年新安装的111,052台，上升了3%。截至2007年底，全球工业机器人保有量已达到了995,000台。2007年，亚洲及美洲工业机器人的装配量明显上升，汽车工业以及电子电器行业的发展是上述地区工业机器人装配量强劲增长的主要因素。此外，化工领域用工业机器人的需求量也迅速上升。

#### 焊接机器人
焊接机器人是工业机器人的最常见类型，常用于汽车制造机械流水线的规模化制造中，汽车车身和其他采用焊接工艺的部件的焊接。

#### 塗裝机器人
涂裝机器人亦是工业机器人的最常见类型，常用于汽车车身涂上烤漆。

### 战斗机器人
战斗机器人研发方面走在前列的国家包括美国与以色列，如果不将全球各种正在服役的无人飞机包含在内的话，比较典型的案例有DRDO（Defence Research and Development Organisation）公司Daksh，iRobot公司的PackBot，福斯特-米勒公司的“魔爪”，以色列USV（Unmanned Security Vehicle）公司的Guardium，韩国三星公司的SGR-A1等。
目前战斗机器人已经被应用于阿富汗，巴以冲突等局部战争中，比较常见的任务包括侦察，排雷等，这种机器人往往非常灵活，可以穿越复杂地形，如美国波士顿公司的BigDog和阿特拉斯，部分型号的机器人装备了机枪等攻击性武器。

### 科研机器人
通常用于探索人类难以安全接近或根本无法到达的地方。有水下機器人、地外探测机器人（勇气号、机遇号）、洞穴/密室探索机器人、火山研究机器人、太空探索機器人、旋翼无人机等等类型。

### 太空機器人
馬斯克在X社群平台,發文宣布星艦（Starship）將在明年底會去搭載人形機器人 Optimus 前往火星．

### 人类体机器人(半機器人)
有些人类会通过手术、将自己的意识输入进电脑等方式改造成为机器人，用于维护治安、军事战斗等用途

### 宠物、玩偶类机器人
机器人也可以作為娛樂玩具用途，甚至成为人类生活的宠物和伴侣。台灣極趣 （页面存档备份，存于）科技股份有限公司推出的“BeRobot （页面存档备份，存于）人型機器人”以及日本索尼公司推出的“Aibo”机器宠物就是實際案例。有些日本的地區已經使用了接待用的兒童體型機器人。

## 动漫、游戏等流行文化中的机器人
在青少年流行文化中，机器人题材自几十年前就开始在世界范围内盛行。《铁臂阿童木》、《哆啦A夢》、《变形金刚》、《机动战士高達》等機器人動畫将此题材推向高峰。
这些作品通常将机器人描画为具有人类躯干特征（甚至感情）的金属人，并以其强劲的能力作战。

## 人型和社交机器人

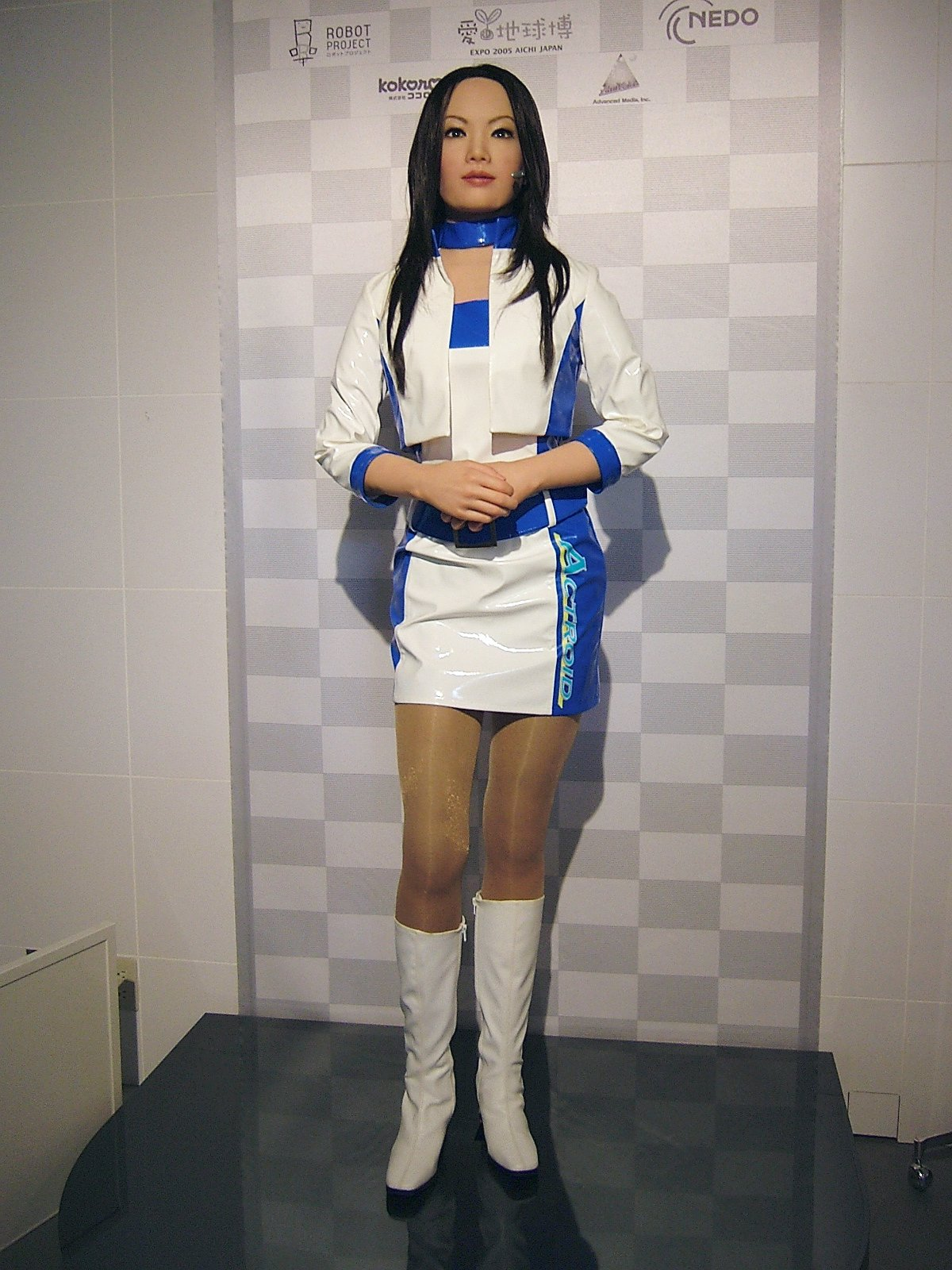
2005年日本世界博览会爱知县展出的女性人型机器人

有些机器人被开发出来纯粹是以模仿真人作为目的，这些模仿既可以是外观与动作行为上，又可以是思想感情上的。理论上讲，要做出外观、行为、思想都非常接近真人的机器人，在目前还有不可跨越的技术难度，但在未来并不是不可能的事。而如何利用及控制那类高仿真机器人，它们与人类关系又将如何，早已成为科幻界一个长期话题。
2001年，美國麻省理工學院研發了世界上第一個有模拟感情的機器人。

## 機器人和社會

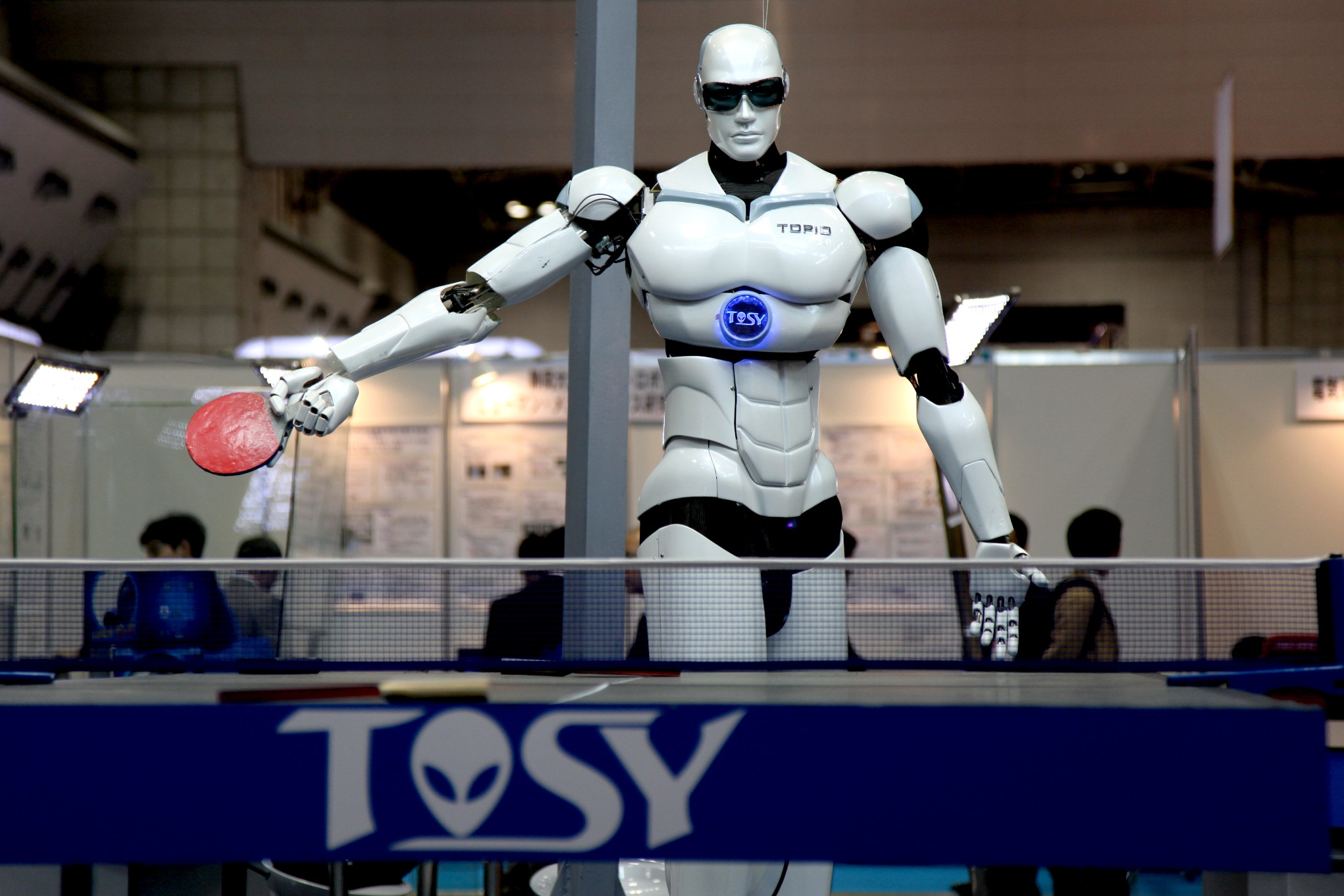
擬人機器人TOPIO在2009年的世界機器人博覽會中打乒乓球

2007年時機器人中有大約一半是在亞洲、32%在歐洲、16%在北美、1%在澳大拉西亞，1%在非洲，當時世界上40%的機器人在日本，因此讓日本成為世界機器人最多的國家。

### 自主及道德問題
隨著機器人越來越複雜，專家及學者開始關注機器人的行為需符合哪一種倫理學，以及哪一種機器人有資格擁有社會、文化、道德或是法律上的權利。有一些科學組織宣稱在2019年可能就會有機器人的大腦。其他人預測機器人的智能在2050會有突破性的進展。最近的進展已經讓機器人的行為變得更加複雜。2010年有一部名為《插头与祷告》的紀錄片，其中一個主題就是智能機器人對社會的衝擊。
弗諾·文奇認為有一天電腦和機器人會比人更聰明，他稱之為「奇異點」。他認為那時對人類會有某種程度的危險，也可能相當危險，在一種稱為奇点主义的哲學中會探討這個議題。
近年来，大型语言模型的出现标志着人工智能取得了重大进展。2020年，OpenAI推出了GPT-3大语言模型，它能够生成接近人类水平的文本。2022年，ChatGPT聊天机器人的问世让更多普通大众接触到了对话式人工智能系统。这些进展引发了关于人工智能对社会影响的广泛讨论，以及如何规范和引导人工智能发展的问题。

### 戰爭機器人
有些專家及學者質疑在戰爭中是否可以使用機器人，特別是有自主功能的機器人。也有一些關注是有關可以讓軍事機器人受另一個機器人控制的技術。美國海軍資助的一個計劃提出，隨著軍事機器人越來越複雜，應該更重視其能力對作出自主決定的影響。有一個研究者認為自主機器人會更加有人性，因此可以更有效的作決定，但也有研究者質疑上述的想法。

### 和失業的關係
工業機器人的引進有可能會和失業有關，像台灣廠商富士康在2011年7月起就提出一個三年計劃，要用更多的機器人代替工廠的人力。當時工廠有使用一萬台機器人，但在三年後要增加到一百萬台。

## 世界机器人博览会
世界机器人博览会（IREX）是世界上最大的机器人貿易展覽會，第一次是在1973年在日本東京舉行，之後每二年舉行一次。

## 機器人馬拉松
2025年4月19日，中國北京舉行了全球首場人形機器人半程馬拉松，成為機器人運動發展史上的重要里程碑。該活動為「2025北京亦莊半程馬拉松暨人形機器人半程馬拉松」，吸引來自北京、上海、廣州、蘇州等地的20組人形機器人參加比賽。
最終，由北京人形機器人創新中心研發的「天工Ultra」以2小時40分42秒的成績奪冠，展現了機器人在長距離穩定奔跑與運行技術上的突破。
這場比賽不僅是技術驗證，更象徵人形機器人逐步邁向日常應用與人機共存的未來。

## 艾西莫夫机器人三定律

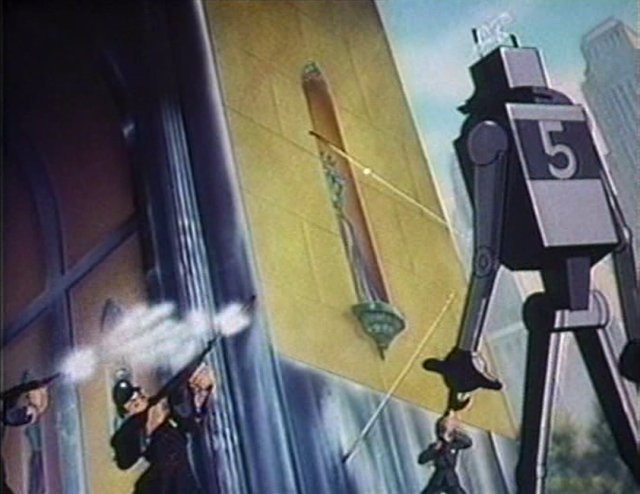
想像中的機器人叛變人類

科幻小说中對机器人行为的描述，以科幻小说家以萨·艾西莫夫在小说《我，機器人》中所订立的“机器人三定律”最为著名。艾西莫夫为机器人提出的三条「定律」（law），程序上规定所有机器人必须遵守：
- 第一法則：機器人不得傷害人類，且确保人类不受傷害；
- 第二法則：在不違背第一法則的前提下，機器人必須服從人類的命令；
- 第三法則：在不違背第一及第二法則的前提下，機器人必須保護自己。

“机器人三定律”的目的是为了保护人类不受伤害，但艾西莫夫在小说中也探讨了在不违反三定律的前提下伤害人类的可能性，甚至在小說中不斷地挑戰這三定律，在看起來完美的定律中找到許多漏洞。在现实中，“三定律”成为机械伦理学的基础。

## 参看
- 人工智能
- 計算機視覺
- 恐怖谷理论
- 人型机器人学
- 人造人
- 賽博格
- 人形機器人
- 機器人動畫
- 量子機器人
- 技術性失業